# Ануш-Тегін Ґарчаї
Ануш-Тегін Ґарчаї (*д/н — 1097) — шихна міста Хорезм в 1077—1097 роках.

## Життєпис
Походив з роду бекділі, який належав за різними версіями до племені огузів, кипчаків або халаджів. Його було куплено сіпахсаларом (наближеним слугою султана) Ізз ад-Діном Анаром Більгатегіном в Ґарчестані (області, розташованої на північному заході сучасного Афганістану). Завдяки протекції останнього зробив гарну кар'єру.
1073 року брав участь у поході проти Газневідів, що намагалися вдертися до Хорасану, де звитяжив. Після цього Малік-шах I, султан Великих Сельджуків, призначив Ануш-Тегіна призначив на посаду таштдара (наглядача султанської лазні). 1077 році призначається на посади мутасарріфа (цивільного намісника) і шихне (військового губернатора) міста Хорезма, де він також відав збирання податків. Втім повноти влади в Хорезмі Ануш-Тегін не мав, оскільки намісником (вали) провінції Хорезма в цей період був мамлюк Санджара (сина Малік-шаха I) — Екінчі ібн Кочкар. Протягом усього обіймання посади зберігав вірність центральній владі. разом з тим зумів наростити статки й вплив в самому Хорезму та навколишніх містах.
Помер у 1097 році. після нього владу захопив Екінчі ібн Кочкар, що прийняв титул хорезмшаха.

## Родина
- Кутб ад-Дін (д/н—1127), хорезмшах у 1097—1127 роках